# 車運丸
車運丸（しゃうんまる）は、鉄道院時代に建造された青函航路初の車両渡船で、同航路車両航送のパイオニアであったが、動力を持たなかったため正式には「車両ハシケ」であった。翔鳳丸型による本格的車両航送開始以前に、主として新造または転属で北海道へ渡る非営業の鉄道車両を航送した。

## 車両ハシケ建造の経緯
1905年（明治38年）8月1日、北海道鉄道の小樽 -南小樽間開通をもって北海道内の鉄道は函館から小樽、札幌を経由して名寄までつながり、函館は北海道の鉄道の玄関口となった。1906年（明治39年）3月30日公布の鉄道国有法のもと、同年10月1日には北海道炭礦鉄道が、翌1907年（明治40年）7月1日には北海道鉄道が国有化され、本州側では、上野-青森間を含む多くの線区を経営していた日本鉄道が1906年（明治39年）11月1日、国有化された。その日本鉄道による直営青函連絡船航路開設のための2隻の海峡渡船　比羅夫丸・田村丸建造事業も同日、逓信省鉄道作業局に継承され、1908年（明治41年）3月7日には国営の帝国鉄道庁青函連絡船航路として開設された。これにより、本州の北の玄関口青森から北海道の玄関口函館に至る青函航路は両岸の鉄道と経営統合され、以後、北海道内の開拓の進展と鉄道網の拡充により、同航路の客貨輸送量は急激に増加し、たちまち上記2隻では運びきれなくなり、鉄道院 は1910年（明治43年）1月25日のうめが香丸傭船を嚆矢に、多数の一般型船舶を傭船してこれに対応した。
この道内鉄道網の拡充は、そこで使用される機関車、客車、貨車の需要増をもたらしたが、その多くは、本州で新造、あるいは本州からの転属で調達されており、全て一般海運で運ばれ、船積み前の解体、荷造り、陸揚げ後の再組立て、試運転等で多くの経費と日数を費やしていた。しかし、当時の青函連絡船は全て一般型船舶で運航され、青森・函館両港共貨物は全てハシケ荷役で、鉄道車両をそのまま運ぶ車両航送は行われていなかった。
同時期の1911年（明治44年）10月1日、一民間業者である宮本組の発案により、木造の貨車ハシケを用いた日本初の貨車航送航路が、関門航路の貨物航路として下関 – 小森江間に開設された。この航路は関森航路と呼ばれ、鉄道院からの請負で宮本組が運航したが、その有用性と確実性を目の当たりにした鉄道院は、北海道向け新造・転属車両の海上輸送時の車両の解体・再組立等の不便を、このハシケによる車両航送導入で解消できると考え、函館船渠に建造を発注したのが車運丸であった。しかし外海に面した津軽海峡を航行するには高い堪航性能が求められるため、鋼製の大型車両ハシケとなり、1914年（大正3年）12月10日就航した。

## 船体構造
車運丸は単甲板船であるが、船首から約5mまでは1段高くなった船首楼で、その上に舵輪と羅針盤を備えた操舵室、手動揚錨機、アンカークレーンを設け、その後ろに信号ならびに帆走用マストが立てられ、順風時は帆走もできた。船首楼下には船員室が設けられ、船首楼より後ろは、3本の船内軌道が敷設された広い露天甲板で、屋根なしの車両積載所となっていた。その両舷には高さ1.143mのブルワークが立ち、各舷6ヵ所の放水口も設けられ、右舷には救命艇として伝馬船が1隻懸架されていた。車両積卸しは船尾から行われたため、船尾にはブルワークはなく、車両積卸し用の可動橋を載せる長さ1.067m、幅1.832m、深さ0.324mの受台が取り付けられ、その先端より30.5cm離れた中心線上に直径15.2cmの穴を設け、ここに可動橋先端の連結ピンを入れて固定していた。船尾両舷には係船用手動キャプスタン各1台ずつが備えられていた。
船内軌道は船尾甲板端より更に後方船外3.226mの位置にある可動橋上の3枝分岐器で分岐した3本の軌道を受け、中線は直線で、両舷線は船尾部で曲線半径30.5mの急なS字曲線を入れ、いずれも船首楼直後まで達し、各線船首端には堅牢な車止めが設置されていた。積載車両数は機関車は中線に1両のみ、客車は各線に1両ずつ計3両、7トン積み貨車は中線3両、両舷線各2両の計7両で、甲板面には車両緊締用リングが多数配置され、緊締にはチェーンが用いられた。舵は船尾に2枚装備され、船首の操舵室からチェーンとロッドを介して手動で操縦された。

## 運航
車運丸船首楼両舷には堅牢なビットがあり、それぞれに、直径6cm、長さ20mのマニラロープをかけ、更に200mのロープ2本をシャックルでつないでY字にし、曳船との間隔約200mで曳航されたが、入港時は曳船とは離れ、小蒸気船の直径4cm、長さ40mのロープに曳かれ、状況によっては押され、最終的には船尾両舷の手動キャプスタンで係留索を巻き込みながら後退して係留された。
乗組員は航海士1名、普通船員5名とされるが、水夫長をトップとする普通船員8名のみで運航されたとの記載もある。
転属車両等の積み荷があるときだけの全くの不定期運航で、好天時のみの運航ではあったが、途中から天候悪化することもあり、木古内湾の涌元や、平館沖に避難することもあり、積載車両を海中投棄して難を逃れたこともあった。当時は曳船にも車運丸にも無線電信設備はなく、曳船とは手旗信号で交信し、陸上との連絡手段はなく、平館では伝馬船で上陸して函館まで郵便局から電報を打つこともあった。
積載車両は通常は空車であったが、貨車には車輪、台枠など分解された車両部品が積載されていることもあった。
1925年（大正14年）8月1日の翔鳳丸型による本格的車両航送開始により、車運丸の主任務であった北海道内への転属車両の航送はなくなった。しかし従来火薬類その他危険物は一般型貨物船の上甲板か車運丸に積載していたが、その一般型貨物船の運航も車両航送で廃止されたため、車運丸は火薬類その他危険物積載車両航送専用となり、翌1926年（大正15年）4月からは火薬類積載車のみの航送となり、1926年（大正15年）12月12日の旅客を扱わない車両渡船第一青函丸就航により、その役目も終了し1927年（昭和2年）6月8日、青函航路での運航を終えた。就航以来12年6ヵ月の間に、青森から函館に向け機関車340両、客車369両、貨車3,838両、その他13両、函館から青森向けには機関車26両、客車29両、貨車408両、その他5両の計5,028両を航送した。
車運丸はその後函館に係船されたが、陸軍兵器廠に貸し出され、数日間、大間-函館間の兵器輸送を行ったり、1934年（昭和9年）5月には天塩線の天塩川鉄橋の架設に使用された。そして1936年（昭和11年）3月9日に雑種財産に編入され売却された。

## 航送場
車両航送する船やハシケが車両を積卸しするときは、陸上の軌道と船内軌道が接続している必要がある。しかし船やハシケは潮の干満、風波、船の喫水の変化等で常に動いており、両者の軌道接続部は、この動きに追従できなければ車両の積卸しはできない。このため、青森と函館には、陸上軌道からつながる軌道を敷設した長さ13.5mの鋼製桁の一端を陸上に固定し、他端を海中に建てた頑丈な木製の門構えから吊し、カウンターウェイト付き手動ウインチでこの鋼製桁の他端（海側端）を上下に動かせる構造の可動橋を設置し、これを車運丸船尾受台に載せ、連結ピンで固定して車両積卸しを行った。
青森では、駅西側の貨物ハシケ用の第1船入澗奥に可動橋を設置し、車運丸を左舷係留して車両積卸しを行った。函館では木造桟橋の北方で、当時は直線の海岸であったが、太い丸太をまとめて杭打ちした木造ドルフィンを車運丸が海岸と直角に係留されるように立て、海岸から直角に伸びる可動橋を設置して、その先端を船尾に載せ、車両積卸しを行った。
函館の可動橋付近は1921年（大正10年）、周囲が埋め立てられ、第3船入澗となり、1927年（昭和2年）の車運丸終航後は、後述の函館港内貨車ハシケ「カーフロート」用可動橋として使用され、門構えも鉄骨トラスに更新されていた。
車両の積卸しは人力で行われ、ハシケが低くなって可動橋がハシケに向って下り勾配になる干潮時に積み込みを行い、逆に満潮時に陸揚げを行ったが、機関車は重いためレール上に古いロープを蛇行させて載せ、速度を抑制した。
なお、車運丸の手本となった関森航路の貨車ハシケでは、陸上軌道と船内軌道接続には、満潮、中間、干潮用の高さの違う3本の航送線を設置したうえ、それぞれの先端を枕木ごと持ち上げ可能な「可動レール」とし、これをジャッキで持ち上げ、船内軌道とは継目板とボルトでその都度締結していたため、可動橋はなく、この車運丸用可動橋は車両航送用としては日本初の可動橋であった。

## 函館港内「カーフロート」
函館は港湾の発展に比べ鉄道の開通が遅れたため、海運主体で発展し、倉庫が海岸に近接して建ち、函館駅から遠く離れた西浜岸壁に倉庫地帯や函館船渠が立地して、この間をつなぐ臨港鉄道を建設する余地はなかった。第一次世界大戦以降の海運貨物の鉄道転移と車両航送開始による鉄道貨物激増により、函館駅裏の船入澗や函館駅と、これら倉庫地帯を結ぶハシケ運輸や経費高の陸上小運送が増加していた。このため、車運丸による西浜地区への貨車航送試験が終航前年の1926年（大正15年）1月14日に施行され好成績が得られた。
このため、車運丸よりやや小型で、軌道1本、15トン積み貨車3両積載の貨車ハシケ「カーフロート」2隻が函館船渠で建造され、1927年（昭和2年）7月11日から運航され、北海道炭礦汽船函館出張所では貯炭場に貨車を乗り入れさせるための簡易な可動橋を設置し、函館船渠 岸壁では移動クレーンを用いるなどして利用され、太平洋戦争中まで運航された。

## 曳航船
車運丸はハシケで動力を持たないため曳航してくれる船が必要であった。就航当初は定期貨物船で行ったが、車運丸の船体抵抗が大きく速度低下し9時間運航できず、貨物便運航に支障をきたした。このため専用の曳船として松島丸（200トン）を1918年（大正7年）3月8日から5月20日まで傭船し、5月21日から10月30日まで大島丸（180トン）を傭船したが、同年6月18日の木造貨物船白神丸、10月16日の竜飛丸の就航を機に再び貨物船曳航に戻した。
しかし結果は前回同様のため、1919年（大正8年）4月11日から大島丸を冬期間の休航を含め、翌1920年（大正9年）5月27日まで断続的に傭船し、以後、瀬戸内海で鉄道省石炭輸送ハシケを曳いていた桜島丸（135.63総トン）を6月29日転属させ車運丸専用曳船とし、7月22日函館回着、8月1日就航とした。青函間の車運丸曳航時間は大島丸では11～12時間を要したが、桜島丸では8時間30分であった。

### 桜島丸
車運丸の曳航した曳船で、もっとも長く使用された船舶が桜島丸であった。
1917年（大正6年）12月28日に播磨造船所で竣工し、1918年（大正7年）1月より鉄道院調度部所属で瀬戸内海で鉄道用石炭輸送ハシケを曳いていた鋼製曳船で、1920年（大正9年）6月29日、函館港に転属し、車運丸用曳船して8月1日より就航した。
1927年（昭和2年）6月8日、車運丸の青函航路での運航が終了すると、補助汽船へ用途変更され、函館港で運用された後、1928年（昭和3年）9月10日に青森港へ、1932年（昭和7年）6月8日からは未だハシケ荷役であった稚泊航路の稚内港へ転属し、その大馬力でハシケ輸送と係留作業に活躍したが小回りが利かず、1937年（昭和12年）8月12日には小樽港へ、1943年（昭和18年）には戸畑港へ転属し、1953年（昭和28年）に係船された。